# لويس هاندلي
لويس هاندلي (بالإنجليزية: Louis Handley)‏ هو سباح ولاعب كرة الماء ومدرب سباحة ‏ إيطالي وأمريكي، ولد في 14 فبراير 1874 في روما في إيطاليا، وتوفي في 28 ديسمبر 1956 في نيويورك في الولايات المتحدة.

## وصلات خارجية
- لويس هاندلي على موقع قاعة مشاهير السباحة العالمية (الإنجليزية)
- لويس هاندلي على موقع قاعة مشاهير السباحة الأمريكية (الإنجليزية)
- لويس هاندلي على موقع اللجنة الأولمبية الدولية (الإنجليزية)
- لويس هاندلي على موقع أوليمبيديا (الإنجليزية)